# Gabriel M'Boa
Gabriel M'Boa är en friidrottare från Centralafrikanska republiken. Han deltog vid olympiska sommarspelen 1968.